# Agris
Agris – miejscowość i gmina we Francji, w regionie Nowa Akwitania, w departamencie Charente.
Według danych na rok 1990 gminę zamieszkiwały 732 osoby, a gęstość zaludnienia wynosiła 39 osób/km² (wśród 1467 gmin regionu Poitou-Charentes Agris plasuje się na 415. miejscu pod względem liczby ludności, natomiast pod względem powierzchni na miejscu 444.).